# Hacker (pel·lícula)
Hacker és una pel·lícula de thriller criminal del 2016, dirigida per Akhan Sataiev, sobre un grup de joves pirates informàtics que es va involucrar en un grup criminal en línia a Toronto, Hong Kong, Nova York i Bangkok. El repartiment estava format per Callan McAuliffe, Lorraine Nicholson, Daniel Eric Gold i Clifton Collins Jr.. La història es basava lliurement en fets reals. El guió va ser escrit per Timur Zhaxylykov i Sanzhar Sultan, que també van produir en associació amb Brillstein Entertainment Partners. La pel·lícula va tenir una estrena limitada als EUA (sota el títol Anonymous), el 2 de desembre de 2016. Després d'això, Sony Pictures va estrenar la pel·lícula per a vendes domèstiques. S'ha doblat i subtitulat al català.